# Toplița, Sălaj
Toplița este un sat în comuna Letca din județul Sălaj, Transilvania, România.
Primarul localității Toplița este domnul Dorel Man. Populația din această localitate nu depășește 110-115 locuitori. Activitatea principală a sătenilor este agricultura, îndeosebi cultivarea de cereale (grâu, ovăz, triticale, orz), dar si creșterea animalelor, precum bovinele și ovinele.
Satul Toplița se remarcă printr-un izvor de apă potabilă care alimentează și satele învecinate Letca și Lemniu. Biserica de lemn "Sf. Arhangheli Mihail și Gavril" din satul Toplița a fost reabilitată prin "Programul Național de Restructurare", aceasta beneficind de modernizarea acoperișului, precum și de instalație de paratrăznet.
Activitatea comercială nu este dezvoltată, existând un singur magazin, de unde locuitorii se pot aproviziona.
Populația satului este într-o ușoară scădere, predominând vârstnicii.

## Galerie de imagini

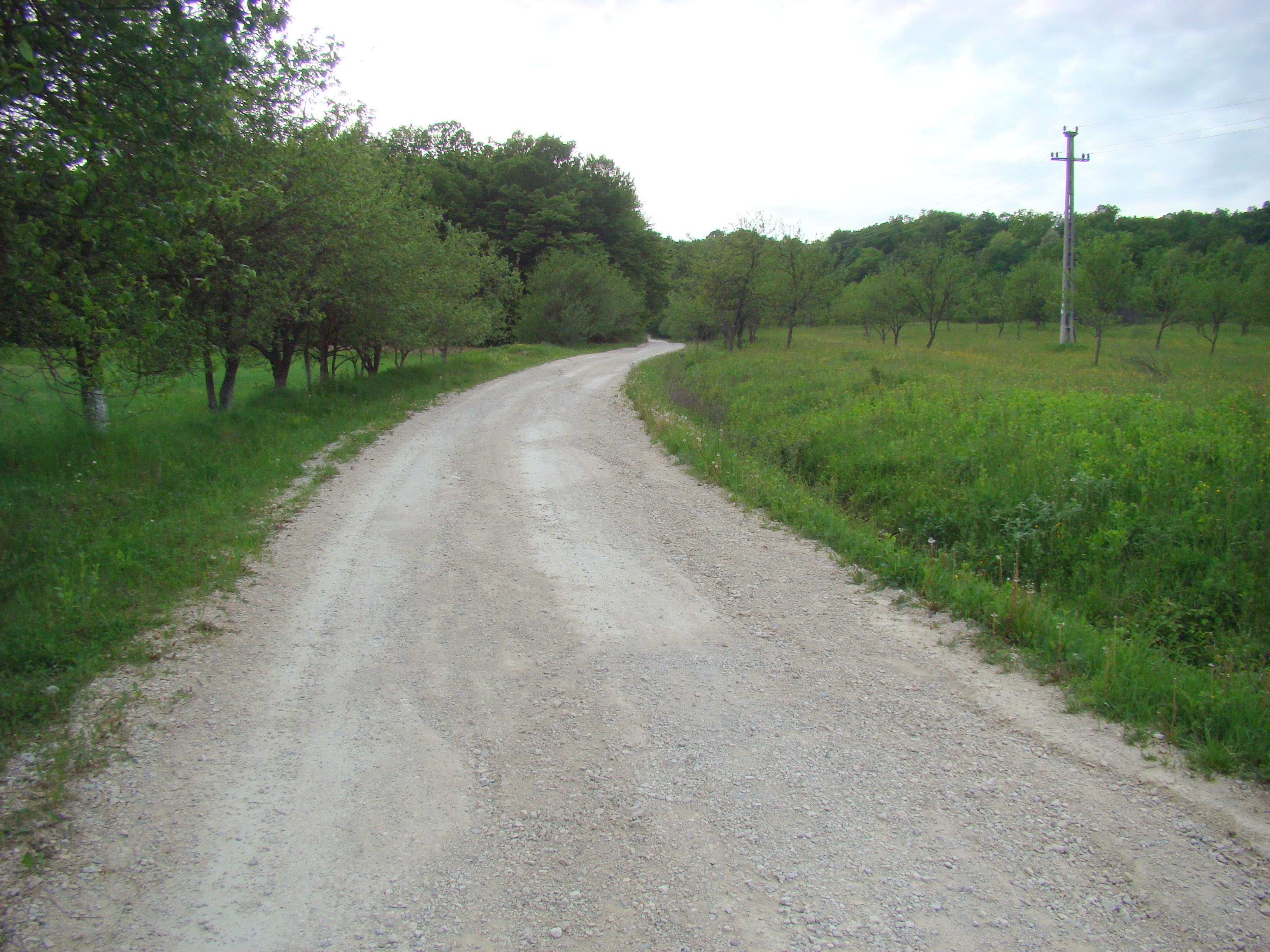
Drumul Purcăreț-Toplița
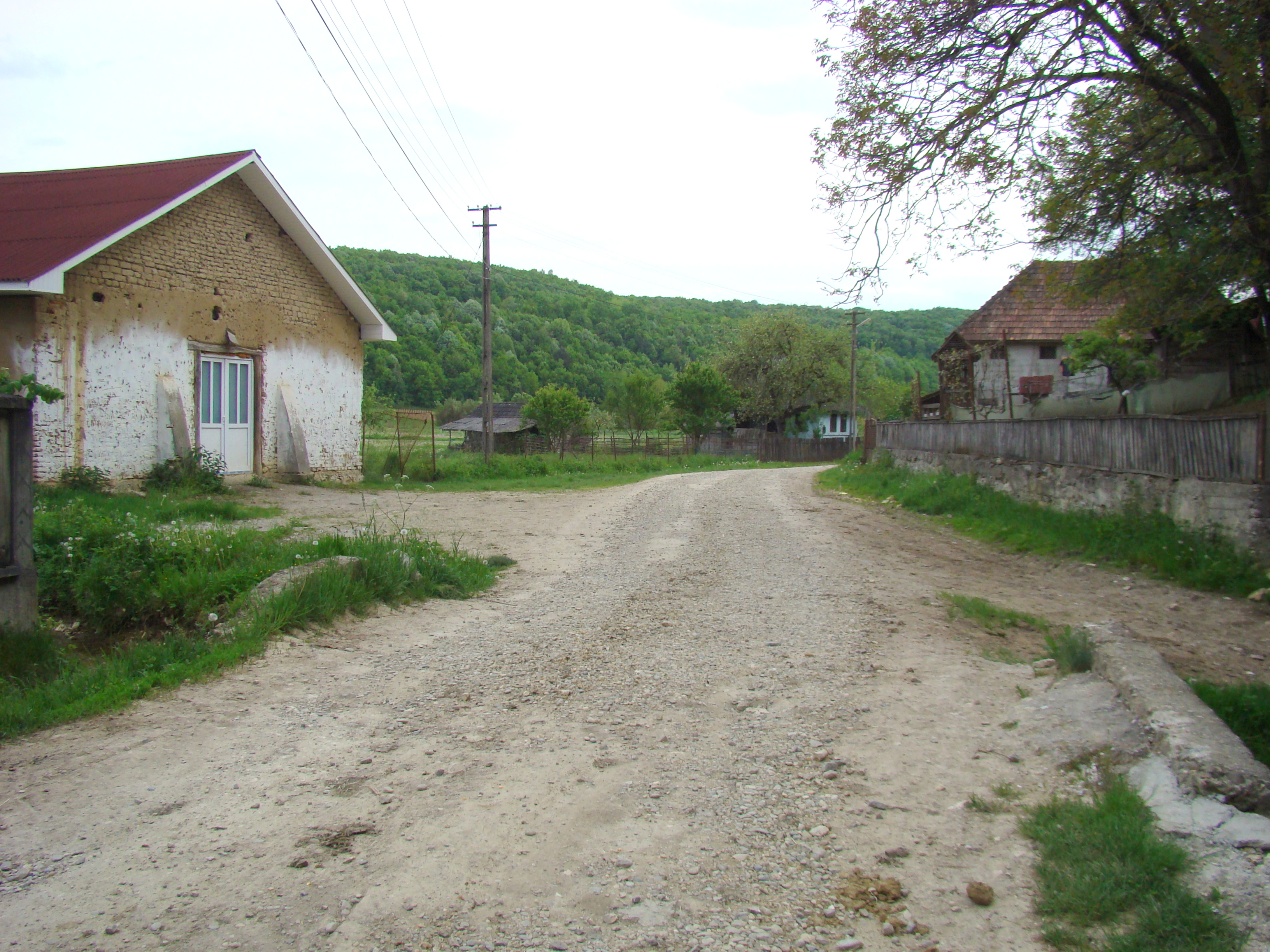
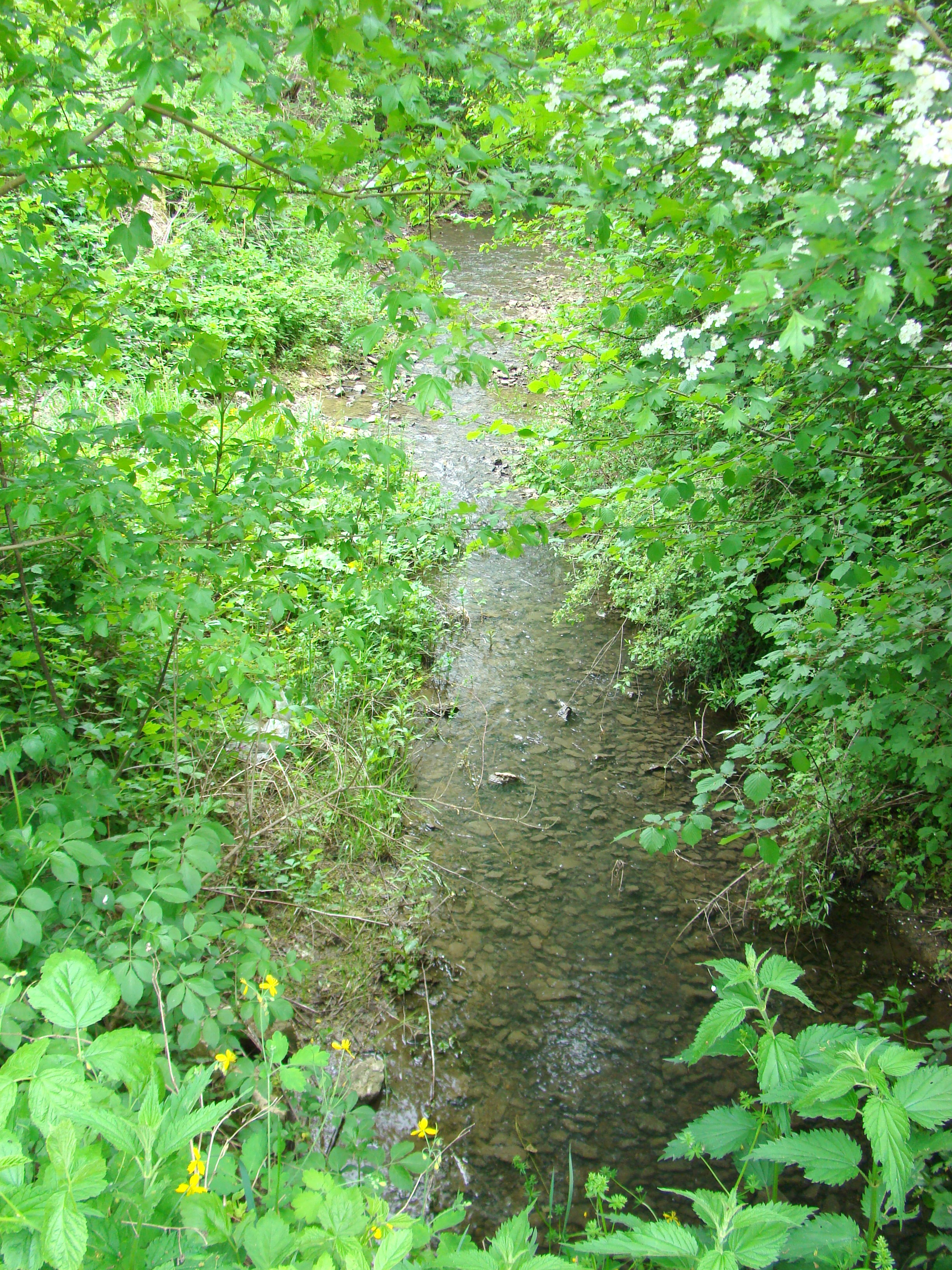
Valea care trece prin sat
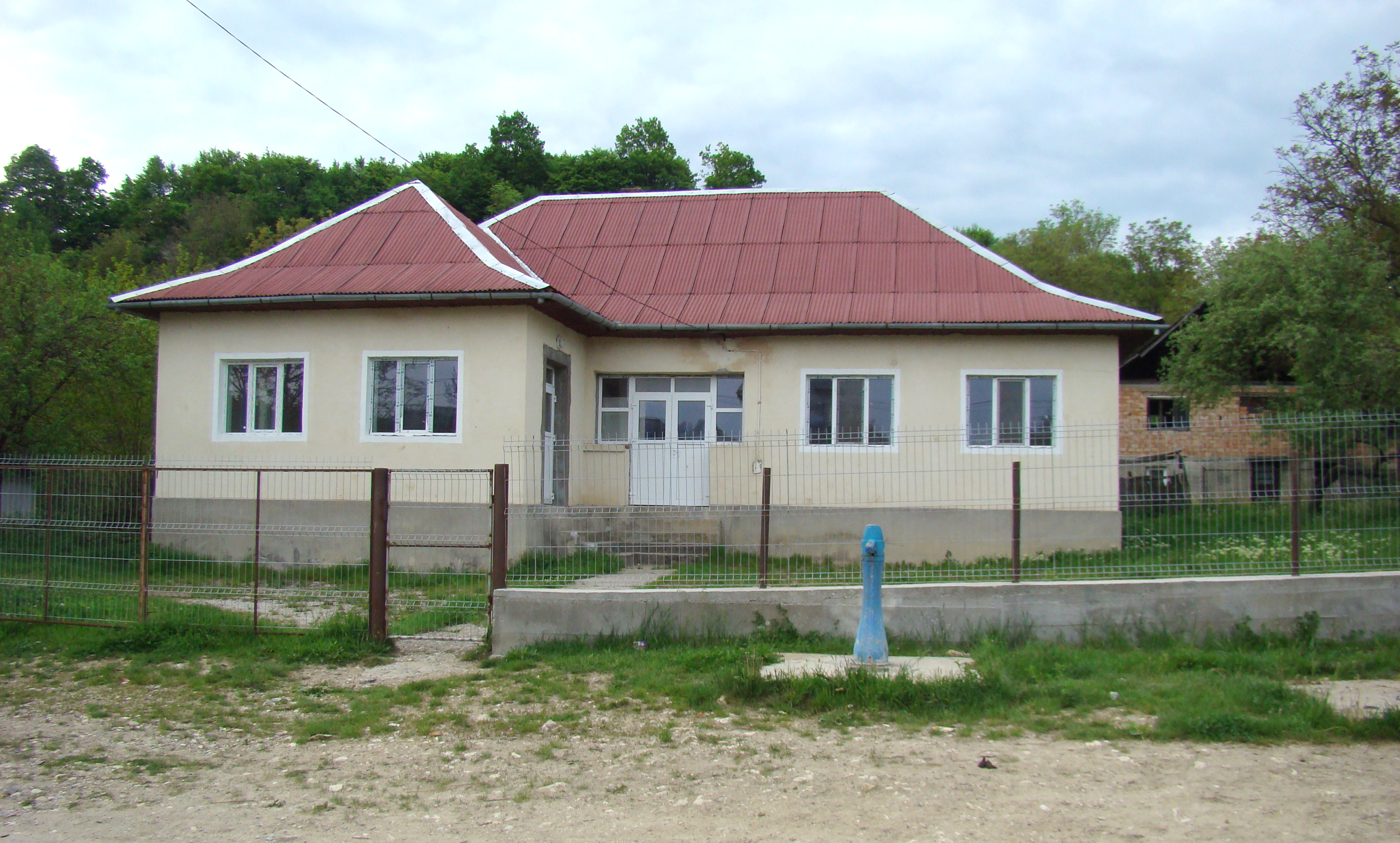
Căminul cultural
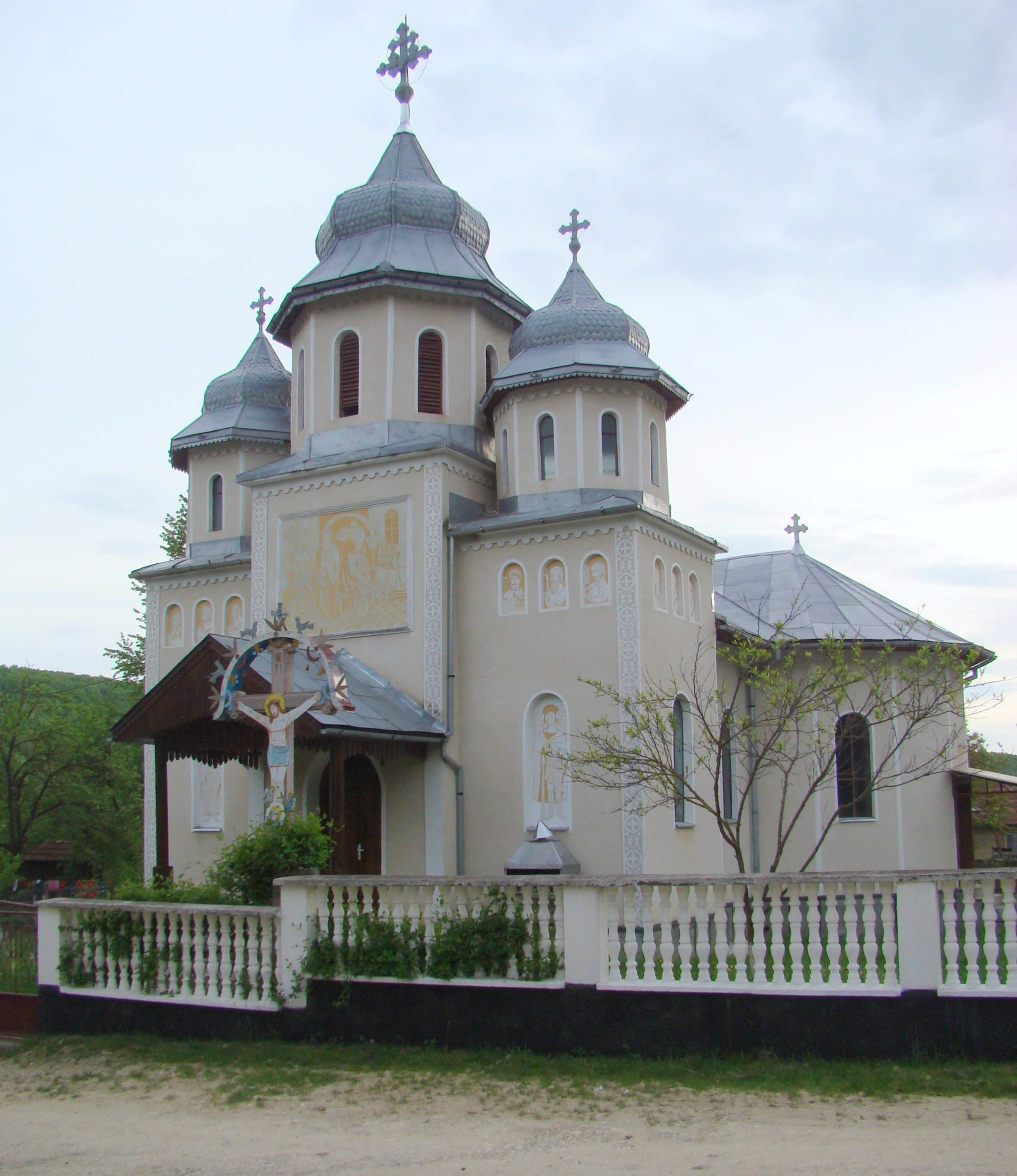
Noua biserică ortodoxă de zid cu hramul „Nașterea Maicii Domnului”
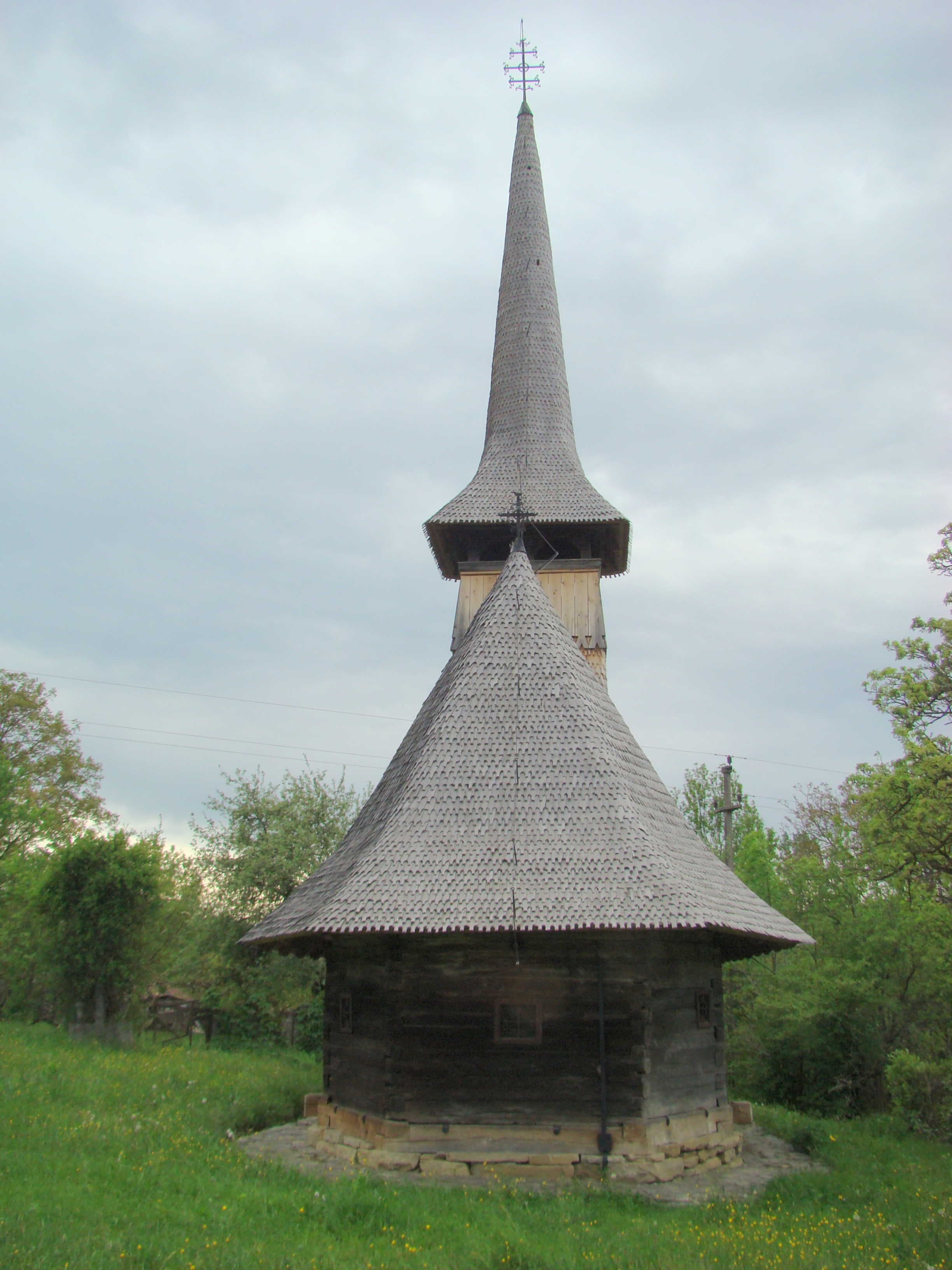
Biserica de lemn (monument istoric)
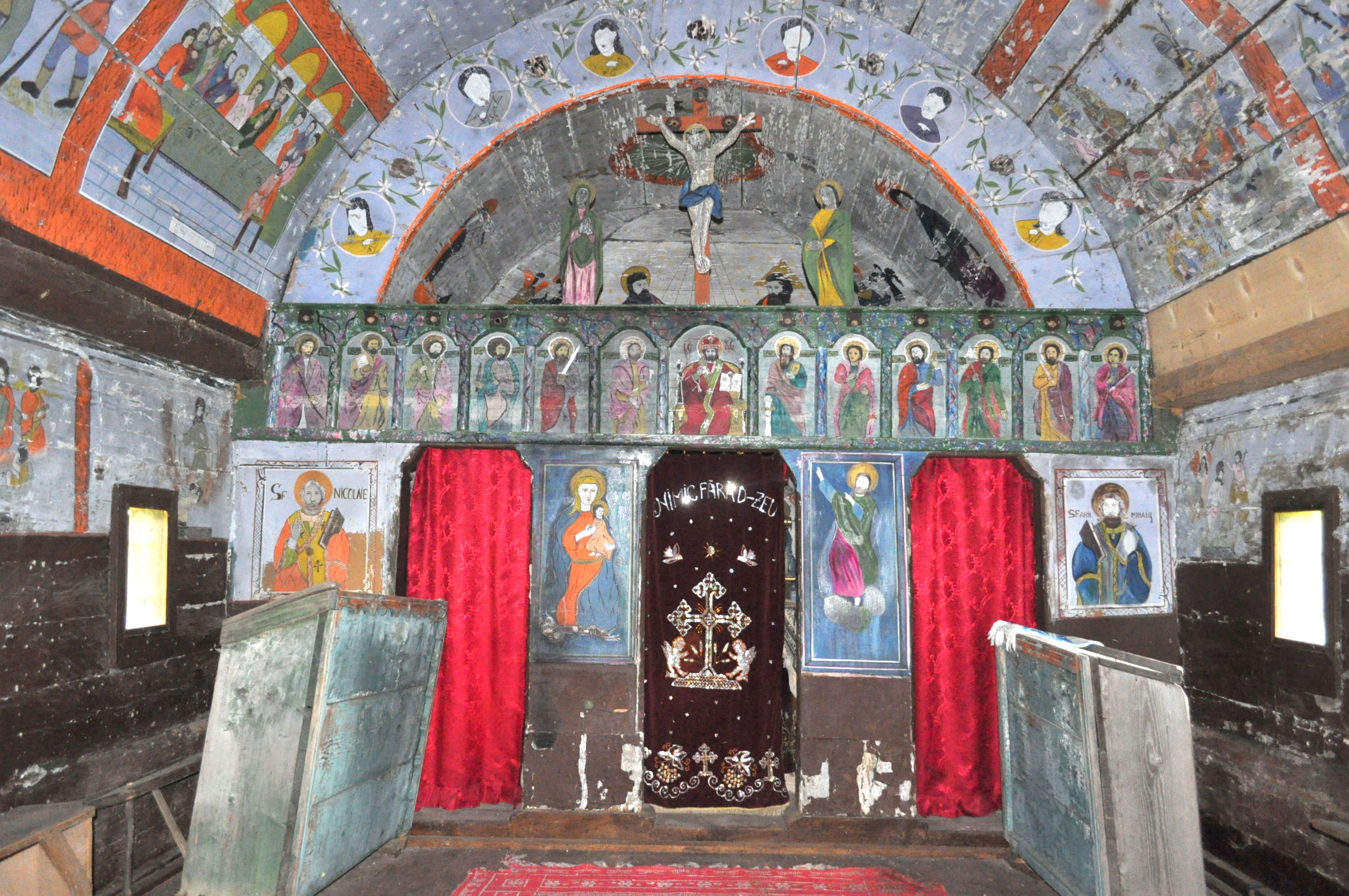
Biserica de lemn, nava spre iconostas
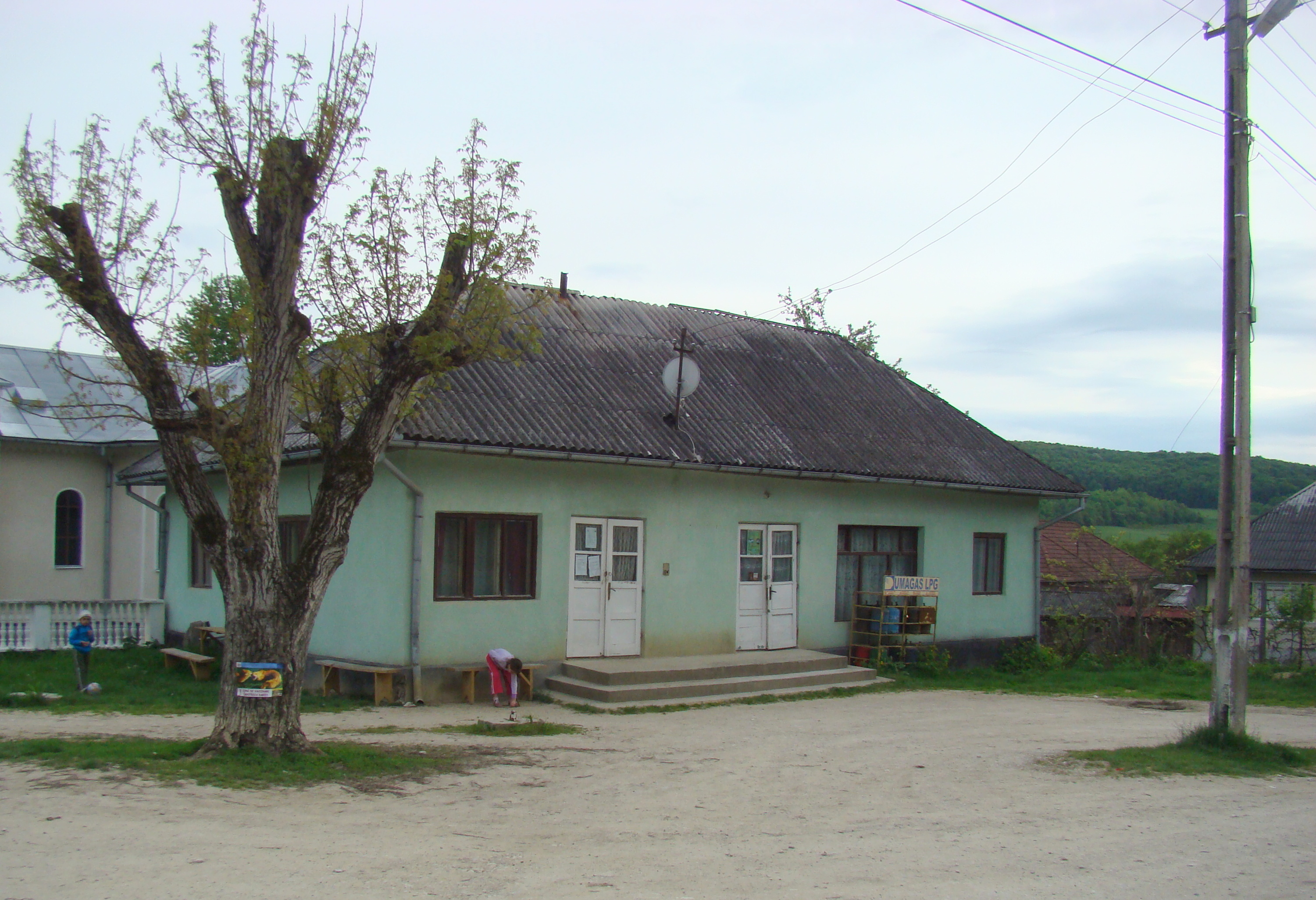
Magazinul sătesc
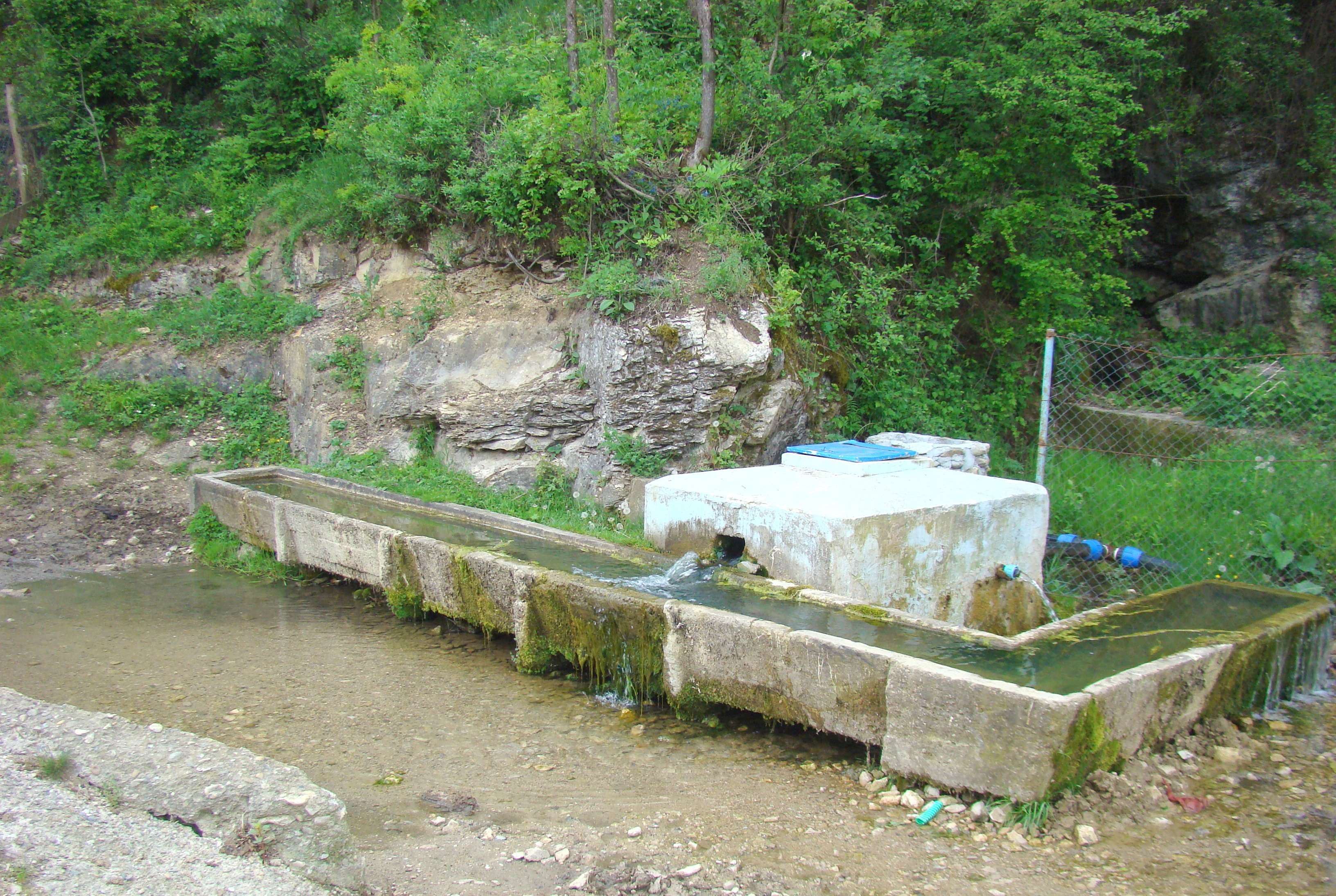
Izvorul captat, care alimentează cu apă o parte din satele comunei Letca
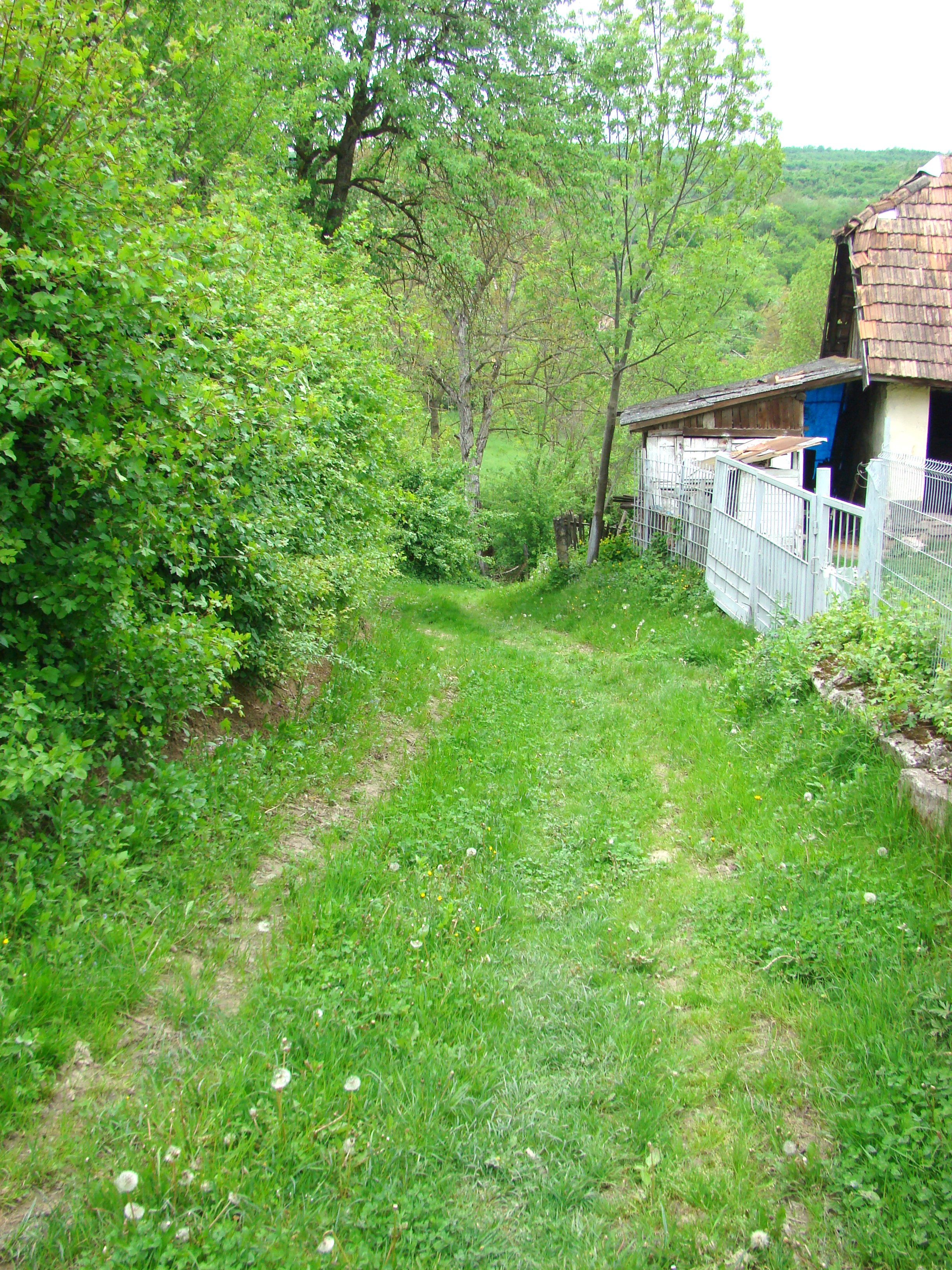
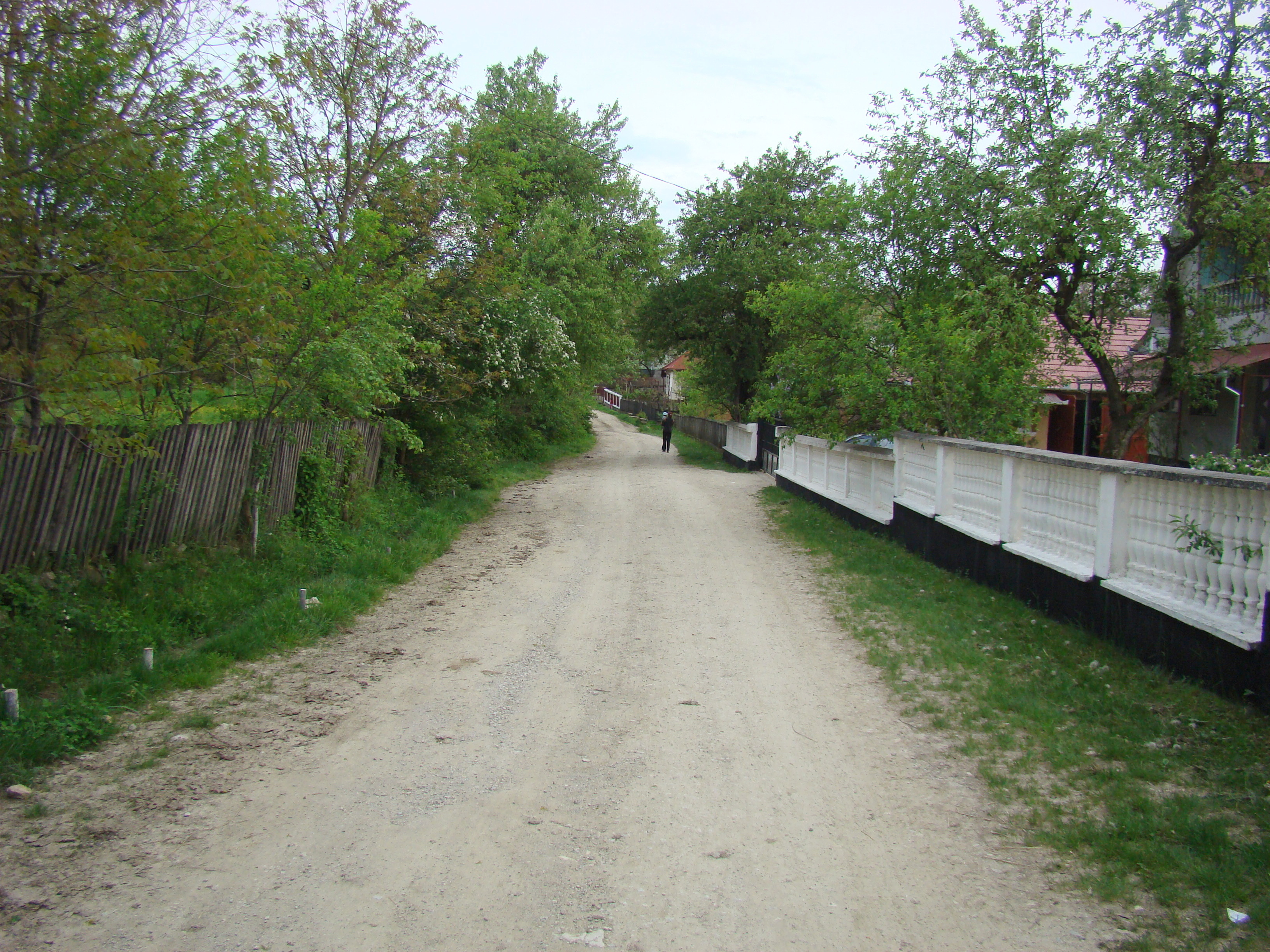
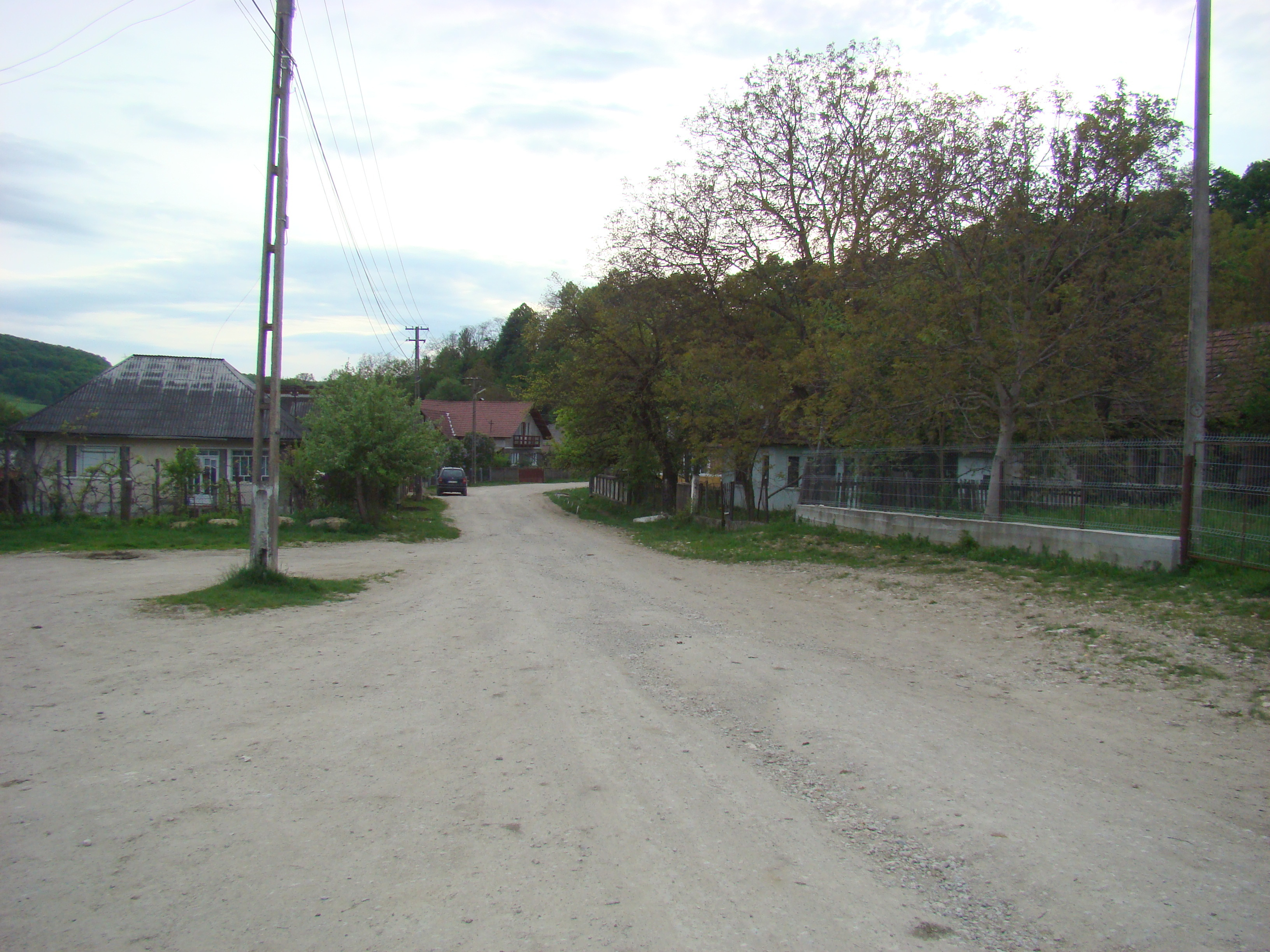